# 圣约翰座堂 (巴拉马打)
33°48′57″S 151°00′09″E / 33.8159°S 151.0026°E

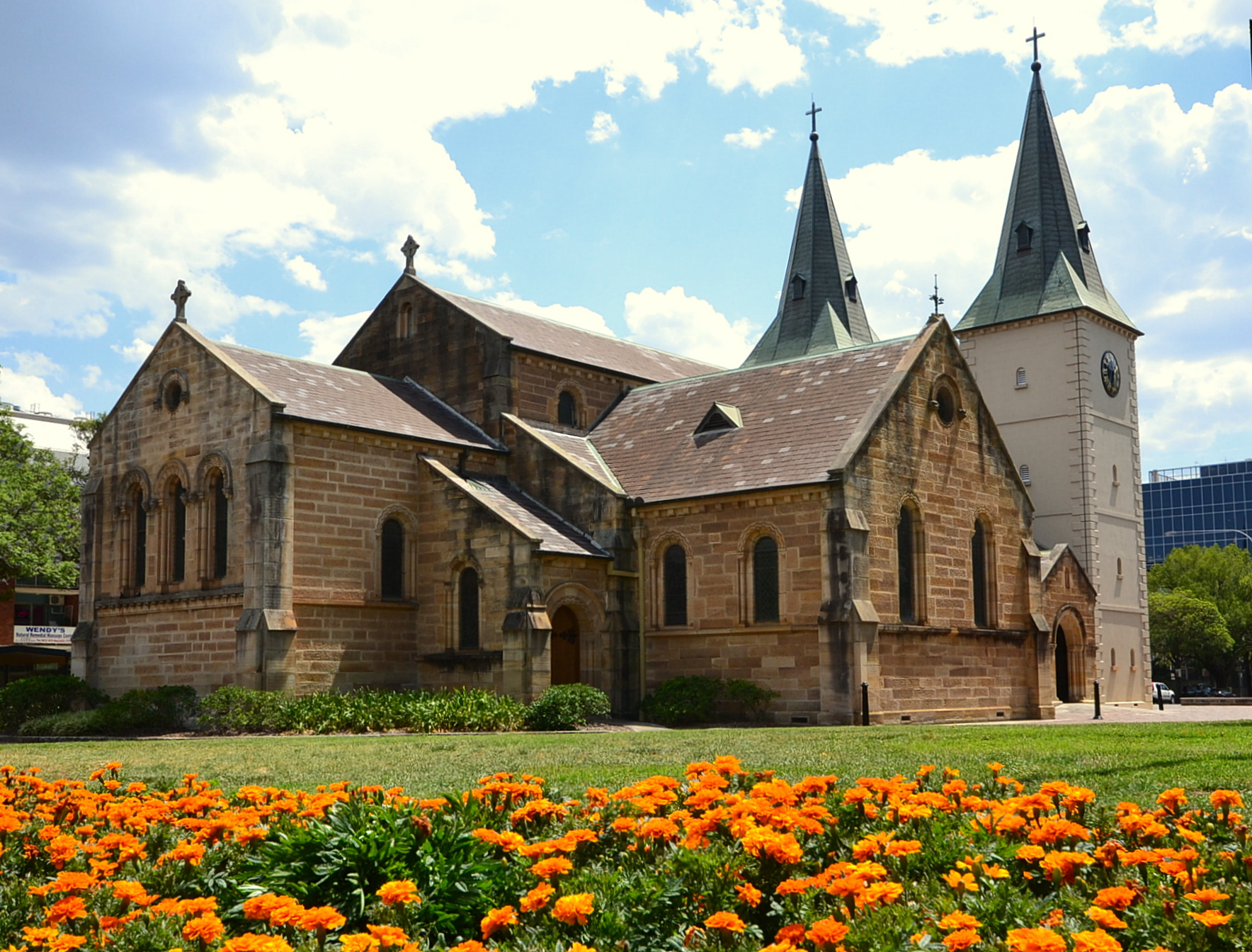
圣约翰座堂

圣约翰座堂（英語：St John's Cathedral）是一座圣公会主教座堂、历史遗产建筑，位于澳大利亚新南威尔士州巴拉马打市，在悉尼西郊。圣约翰座堂在1969年成为圣公会悉尼教区的副主教座堂，2011年成为分区主教座堂。圣约翰座堂被列入联邦遗产以及新南威尔士州遗产名录。
圣约翰座堂位于巴拉马打火车站附近，是澳洲连续使用最古老的教堂。

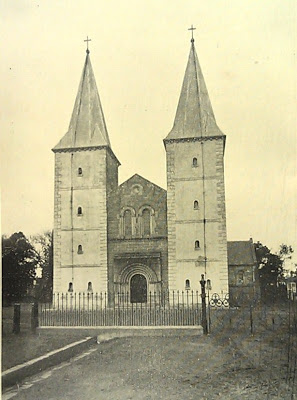
St John's Church, 1913, Parramatta, Sydney, from publication Centenary Celebration's

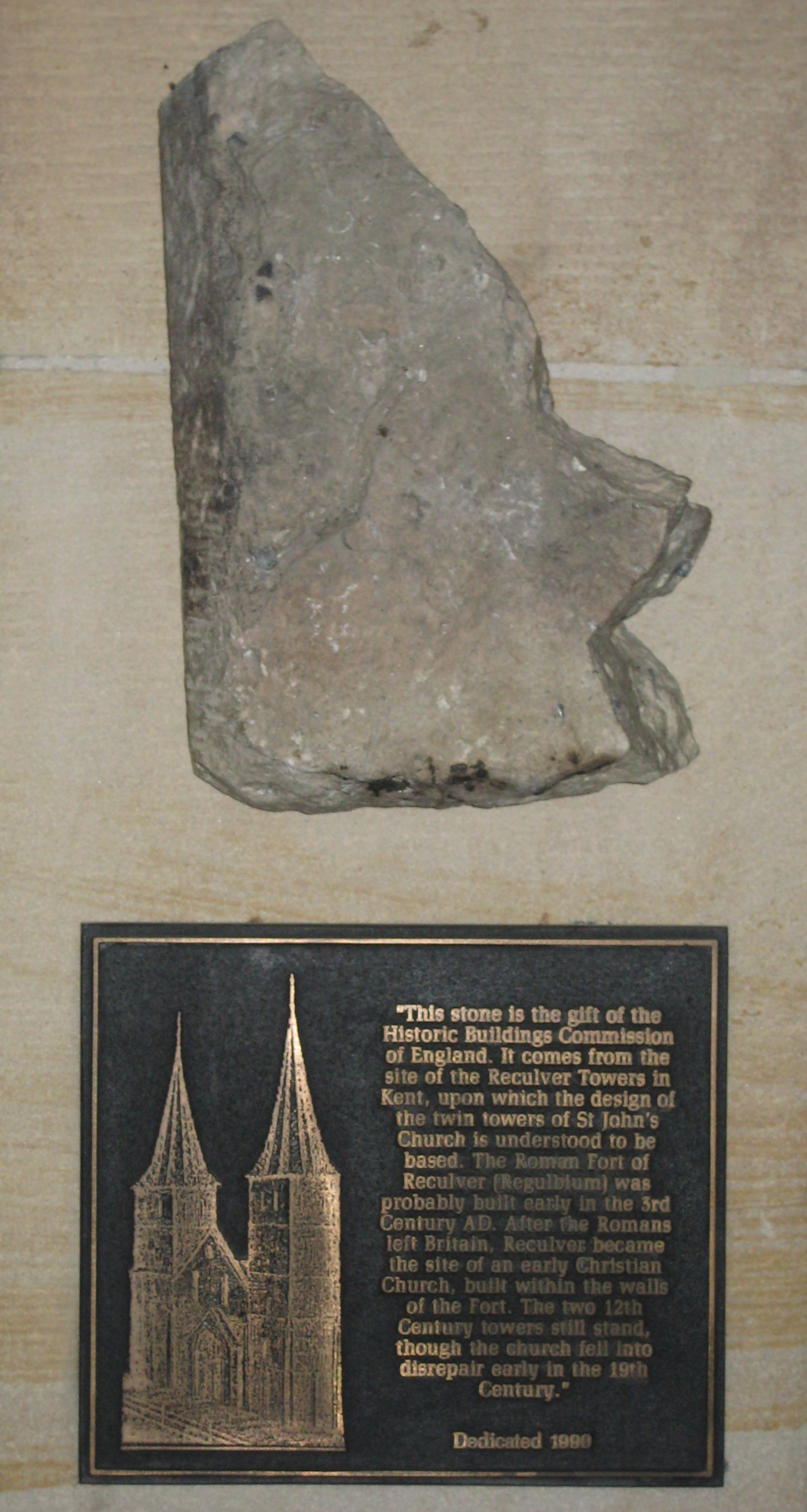
Stone from St Mary's Church, Reculver and explanatory plaque

### 引用
1. ↑  The Heritage of Australia, Macmillan Company, 1981, p.2/50